# Dicranomyia (Dicranomyia) amplificata
Dicranomyia (Dicranomyia) amplificata is een tweevleugelige uit de familie steltmuggen (Limoniidae). De soort komt voor in het Palearctisch gebied.